# Elezioni parlamentari in Norvegia del 1977
Le elezioni parlamentari in Norvegia del 1977 si tennero l'11-12 settembre per il rinnovo dello Storting.

## Risultati
| Liste                                                                             | Voti      | %     | Seggi |
| --------------------------------------------------------------------------------- | --------- | ----- | ----- |
| Partito Laburista Norvegese                                                       | 972 434   | 42,26 | 76    |
| Høyre                                                                             | 563 783   | 24,50 | 40    |
| Partito Popolare Cristiano                                                        | 224 355   | 9,75  | 18    |
| Partito di Centro                                                                 | 184 087   | 8,00  | 11    |
| Partito Socialista di Sinistra                                                    | 96 248    | 4,18  | 2     |
| Venstre                                                                           | 54 243    | 2,36  | 1     |
| Partito del Progresso                                                             | 43 351    | 1,88  | –     |
| Partito Popolare Cristiano - Venstre - Nuovo Partito Popolare                     | 31 462    | 1,37  | 3     |
| Partito Popolare Cristiano - Partito di Centro - Nuovo Partito Popolare           | 25 646    | 1,11  | 1     |
| Nuovo Partito Popolare                                                            | 22 524    | 0,98  | –     |
| Partito Popolare Cristiano - Nuovo Partito Popolare - Partito di Centro - Venstre | 21 667    | 0,94  | 1     |
| Høyre - Partito Popolare Cristiano                                                | 11 619    | 0,50  | 1     |
| Venstre - Nuovo Partito Popolare                                                  | 11 296    | 0,49  | –     |
| Alleanza Elettorale Rossa                                                         | 14 515    | 0,63  | –     |
| Partito di Centro - Nuovo Partito Popolare - Venstre                              | 9 722     | 0,42  | 1     |
| Partito Comunista di Norvegia                                                     | 8 448     | 0,37  | –     |
| Partito dei non sposati                                                           | 2 740     | 0,12  | –     |
| Partito Democratico di Norvegia                                                   | 1 322     | 0,06  | –     |
| Rappresentanti Eletti Liberamente                                                 | 1 149     | 0,05  | –     |
| Lista del Popolo Sami                                                             | 499       | 0,02  | –     |
| Totale                                                                            | 2 301 110 | 100   | 155   |

Ripartizione dei seggi delle liste comuni:
- Partito Popolare Cristiano (2) - Venstre (1) - Nuovo Partito Popolare (0);
- Partito Popolare Cristiano (1) - Partito di Centro (0) - Nuovo Partito Popolare (0);
- Partito Popolare Cristiano (1) - Nuovo Partito Popolare (0) - Partito di Centro (0) - Venstre (0);
- Høyre (1) - Partito Popolare Cristiano (0);
- Partito di Centro (1) - Nuovo Partito Popolare (0) - Venstre (0).

Seggi complessivi: Høyre: 41 - Partito Popolare Cristiano: 22 - Partito di Centro: 12 - Venstre: 2 - Nuovo Partito Popolare: 0.